# جائزة ماليزيا الكبرى للدراجات النارية 1999
جائزة ماليزيا الكبرى للدراجات النارية 1999 هو سباق دراجات نارية أقيم بتاريخ 18 أبريل 1999 في حلبة سيبانغ الدولية. كان الجولة الأولى من أصل 16 في سباق الجائزة الكبرى للدراجات النارية موسم 1999. فاز الأمريكي كيني روبرتس جونيور بفئة 500 سي سي بينما جاء الإسباني كارلوس تشيكا في المركز الثاني.

## وصلات خارجية
- الموقع الرسمي